# Aletis helcitaria
Aletis helcitaria là một loài bướm đêm trong họ Geometridae.